# Nicanor Cáceres
Nicanor Cáceres, (Curuzú Cuatiá, provincia de Corrientes, Argentina, enero de 1813 - Salto, Uruguay, diciembre de 1870) fue un militar y estanciero argentino, caudillo de la provincia de Corrientes en la época de las guerras civiles argentinas.

## Carrera militar
Era hijo de un comerciante español, que poco después compraría la estancia El Paraíso, enorme latifundio cerca de Curuzú Cuatiá.
Desde joven se especializó en mandar hombres y administrar haciendas. También desde muy joven fue soldado voluntario de las milicias de frontera del sur correntino, e hizo una larga carrera a órdenes del general Manuel Vicente Ramírez. Peleó en la batalla de Pago Largo, en la de Caaguazú y en la de Arroyo Grande.
Se mantuvo en rebeldía en los montes del sur de la provincia, hasta que en 1843 apoyó la invasión de Joaquín Madariaga a Corrientes, y su participación les permitió avanzar sin problemas por todo el sur de la provincia. Con eso pudieron volcar la situación provincial desde el principio. Eso le valió el ascenso a teniente coronel, y el mando sobre toda la frontera sur de la provincia.
Formó en las filas del ejército del general Paz. Cuando la invasión de Justo José de Urquiza sobre Corrientes, fue vencido en un pequeño combate en Las Osamentas, poco antes de la batalla de Laguna Limpia. Cuando Urquiza se retiró, se le ordenó perseguirlo, pero pudo hacer muy poco.

## Urquiza y Pujol
Al estallar el conflicto entre Paz y el gobernador, que le costó al primero un nuevo exilio, se pasó a las filas de Urquiza. Del lado de Urquiza peleó en la batalla de Vences y fue ascendido a coronel.
Nuevamente fue el jefe de la frontera sur. Desde su estancia (más que desde su campamento militar) tenía una autoridad de hecho ilimitada sobre toda la zona sur, incluyendo, además de Curuzú Cuatiá, Mercedes, Paso de los Libres, Esquina, etc. Su especialidad eran las marchas largas y rápidas, con las que sorprendía a sus enemigos; su aspecto, con el cabello y la barba pelirrojas, le agregaba autoridad.
Luchó también en la campaña contra la pequeña invasión paraguaya de 1849.
Combatió en la batalla de Caseros y regresó pronto a Corrientes. A poco de llegar dirigió el alzamiento contra el gobernador Benjamín Virasoro.
Fue ascendido a general —por méritos revolucionarios— por el nuevo gobernador Juan Gregorio Pujol, amigo de Urquiza.
En 1853 apoyó a Pujol contra una revuelta dirigida por los amigos de los Virasoro, pero su poder excesivo llevó al gobernador a desplazarlo. Por ello el propio Cáceres se rebeló a finales de ese año, fracasando en esa revolución y en dos invasiones a su provincia; tras su fracaso definitivo en 1855, se exilió en la provincia de Entre Ríos, tras un arresto de varios meses. Más tarde vivió en Santa Fe.

## Después de Pavón
Después de la batalla de Pavón estalló en Corrientes una revolución liberal. El nuevo gobernador, José Pampín, lo llamó para hacerse cargo de las fuerzas del sur de la provincia. Los jefes militares de esa zona se negaron a acatar su autoridad, pero Cáceres los derrotó en un combate en Curuzú Cuatiá en agosto de 1862.
Cuando, en 1865, los paraguayos invadieron Corrientes, dando inicio a la guerra del Paraguay, Cáceres dirigió la reunión de las fuerzas provinciales para la resistencia; fue su cuerpo el primero que ocupó la ciudad, al retirarse los paraguayos.
Al terminar el mandato del gobernador Manuel Lagraña, impuso la elección de su amigo Evaristo López. Participó en la campaña de Humaitá, pero no parece que haya peleado en ninguna batalla. Regresó a Corrientes en 1867.
Constantemente participó en distintas revueltas y sustituciones de gobiernos correntinos. Primero, fue contra Benjamín Virasoro; más tarde, contra su antiguo aliado, Juan Pujol; luego, en 1861, participa con los liberales, derrocando a José María Rolón. De allí en más, logró la confianza del partido liberal, que le otorgó altos cargos militares, incluyendo el de coronel mayor de la Nación, para luego ser general. Al estallar la guerra contra el Paraguay, en 1865, fue comandante en jefe de la caballería correntina, y después jefe de la división de vanguardia, participando en los combates de Paso de la Patria, Estero Ballaco, Tuyutí, Boquerón, Itapirú.
Regresó a Corrientes en septiembre de 1866, instalándose en Curuzú Cuatiá; actuó activamente en el gobierno del urquicista Evaristo López, al que defendió e intentó sostenerlo en la revuelta de su derrocamiento del 27 de mayo de 1868. Posteriormente al derrocamiento de López, se instaló en Entre Ríos y logró alianza con López Jordán, concluyendo sus días en Salto (Uruguay), donde muere en 1878. La ambivalente y agitada vida política de Cáceres, lo hace un personaje particular y a la vez necesario para el estudio de la vida política argentina en el período comprendido entre la batalla de Caseros y la guerra del Paraguay.

## Un caudillo federal en Corrientes
Cuando estalló la revolución liberal de 1868, mantuvo por varios meses la mitad sur de la provincia rebelde a la autoridad de los revolucionarios, con el apoyo de jefes federales de Entre Ríos, especialmente del general Ricardo López Jordán. Derrotó a sus enemigos en la batalla de Arroyo Garay, el último día de julio, y comenzó el avance sobre la capital.
Pero el presidente Bartolomé Mitre decidió reconocer al gobierno revolucionario correntino, y envió en su ayuda varias divisiones del Ejército Argentino, separándolos del frente paraguayo. Cáceres fue obligado a replegarse hacia el sur, para terminar exiliado en Entre Ríos. En muchos los textos de historia, esta guerra aparece como una rebelión de Cáceres, pero Cáceres buscaba reponer al gobernador constitucional, elegido democráticamente, y el presidente respaldaba al jefe que lo había derrocado.
Participó en la revolución de López Jordán de 1870, pero pronto se exilió en el Uruguay, de donde nunca volvería.